# Liste von Persönlichkeiten der Gemeinde Werbach
Diese Liste von Persönlichkeiten der Gemeinde Werbach zeigt die Bürgermeister, Ehrenbürger, Söhne und Töchter der Gemeinde Werbach und deren Ortsteile (Brunntal, Gamburg, Niklashausen, Wenkheim und Werbachhausen), sowie weitere Persönlichkeiten, die mit Werbach verbunden sind. Die Liste erhebt keinen Anspruch auf Vollständigkeit.

## Bürgermeister

### Bürgermeister der Gemeinde Werbach
Folgende Personen waren Bürgermeister der Gemeinde Werbach seit der baden-württembergischen Kommunalreform in den 1970er Jahren:
- 1975–1983: Bruno Liebler[1]
- 1983–1999: Günther Schäfer[1]
- 1999–2023: Ottmar Dürr[1]
- Seit 2023: Georg Wyrwoll[2]

### Bürgermeister der Werbacher Altgemeinden
Folgende Personen waren Bürgermeister der Werbacher Altgemeinden vor der baden-württembergischen Kommunalreform in den 1970er Jahren:
| Brunntal | Gamburg                                                    | Niklashausen | Wenkheim | Werbach                                                                                        | Werbachhausen |
| -------- | ---------------------------------------------------------- | ------------ | -------- | ---------------------------------------------------------------------------------------------- | ------------- |
|          | 1955–1972: Alois Lang (danach noch bis 1980 Ortsvorsteher) |              |          | 1766–1767: Andreas Gernert, Vater war Bartel Gerner (1736–1737) ... 1780–1781: Andreas Gernert |               |

## Ehrenbürger
Folgenden Personen, die sich in besonderer Weise um das Wohl oder das Ansehen der Kommune verdient gemacht haben, verlieh die Gemeinde Werbach das Ehrenbürgerrecht:
- Anton Hofmann († 2015), Unternehmer aus Niklashausen, gründete 1945 die Firma Hofmann Naturstein im Ortsteil Niklashausen, seit 1991 mit einer Unternehmenszentrale im Ortsteil Gamburg, heute ein international tätiger Anbieter und Marktführer für Natursteinfassaden, Firmenerweiterungen im In- und Ausland in den 1970er und 1990er Jahren.[5][6]
- Dorothea Hofmann († 2013), Ehefrau von Anton Hofmann, Unternehmerin aus Niklashausen.[5]

## Söhne und Töchter der Gemeinde
Folgende Personen wurden in Werbach (bzw. in einem Ortsteil des heutigen Gemeindegebiets von Werbach) geboren:

### 14. Jahrhundert
- Horand von Homburg (a. M.), 1392, seine Söhne Rudolf Horand, Edelknecht von Nicklashausen und Hess haben den Ort zum Lehen[7]

### 16. Jahrhundert
- Georg Hund von Wenkheim (* 1520 in Wenkheim; † 17. März 1572), Hochmeister des Deutschritterordens.

### 19. Jahrhundert
- Franz Anton Buscher (* 30. November 1825 in Gamburg; † 1879), Bildhauer und Holzschnitzer.
- Sebastian Buscher (* 17. August 1849 in Gamburg; † 25. Dezember 1926), Bildhauer und Holzschnitzer
- Clemens Buscher (* 19. Juni 1855 in Gamburg; † 8. Dezember 1916), Bildhauer und Holzschnitzer
- Thomas Buscher (* 7. März 1860 in Gamburg; † 13. Mai 1937), Bildhauer und Holzschnitzer des Historismus
- Johann Andreas Kneucker (* 24. Januar 1862 in Wenkheim; † 22. Dezember 1946), deutscher Botaniker, Herausgeber der Allgemeinen Botanische Zeitschrift
- Alfons Väth (* 1874 in Werbachhausen; † 1937), in Werbachhausen geborener jesuitischer Theologe und Historiker

### 20. Jahrhundert
- Winfried Weick (* 7. Juni 1937), Generalleutnant des Heeres der Bundeswehr
- Renate Oxenknecht-Witzsch (* 17. Februar 1953 in Werbach; † 27. November 2022 in Fürth), Rechtswissenschaftlerin
- Werner Strik (* 26. Oktober 1958 in Gamburg), in Gamburg geborener Psychiater und Psychotherapeut
- Brigitte Wohlfarth (* um 1967 in Werbach), Konzert- und Opernsängerin

## Weitere mit Werbach in Verbindung stehende Personen

### 15. Jahrhundert
- Hans Böhm oder Hans Behem, Pauker von Niklashausen (* um 1458 in Helmstadt; † 19. Juli 1476 in Würzburg) – auch als Pfeifer von Niklashausen, Pfeiferhannes, Pfeiferhänslein oder Henselins bekannt – war Viehhirte, Musikant, Prediger und Initiator der Niklashäuser Wallfahrt von 1476.

### 19. Jahrhundert
- Joseph Archer Crowe (* 25. Oktober 1825; † 6. September 1896 in Gamburg), englischer Künstler, Kunsthistoriker und Diplomat, starb in Gamburg.
- Carl Jakob Adolf Christian Gerhardt (* 5. Mai 1833; † 21. Juli 1902 in Gamburg), Arzt und Leiter der Charité, starb in Gamburg.

### 20. Jahrhundert
- Hans-Georg von Mallinckrodt sen., (* 1904; † 1990) war politisch im katholischen Widerstand gegen die Nazis mit der Zeitschrift Der gerade Weg aktiv und in der Katholischen Tatgemeinschaft, 1945 und 1946 Bürgermeister von Neckarbischofsheim, er kaufte 1980 die Burg Gamburg.
- Während der NS-Zeit ermordete Einwohner (1933–1945): Die während der Zeit des Nationalsozialismus von 1933 bis 1945 ermordeten Einwohner von Werbach werden im Artikel der jüdischen Gemeinde Wenkheim erwähnt.
- das Archäologen-Ehepaar Michael und Gerta Maaß-Lindemann lebte von 2007 bis 2019 im Unteren Schloss Gamburg.

## Sonstige Personen

### Besitzer der Gamburg
Folgende Personen wurden Besitzer bzw. Herrschaften der Gamburg im Werbacher Ortsteil Gamburg:
- 12. Jh.: Erzbischöfe von Mainz
- 1157: Edelfreie von Gamburg
- 1219: Amtssitz von Burgmannen
- 1546: Eberhard Rüdt von Collenberg
- 1568: Dietrich von Hattstein
- 1570: Eberhard Brendel von Homburg
- 1590: Hartmut der Ältere und der Mittlere von Cronberg
- 1619: Herren (später Freiherren) von Dalberg
- 1722: Freiherren (später Reichsgrafen) von Ingelheim
- 1936: Emanuel Graf von Westerholt-Gysenberg
- Seit 1980: Familie von Mallinckrodt

### Gefallene Soldaten des Gefechts bei Werbach
Die gefallenen Soldaten des Gefechts bei Werbach während des Deutschen Krieges im Rahmen des Mainfeldzugs am 24. Juli 1866 wurden auf einem Kriegerdenkmal verewigt.

### Sportler, die für Werbacher Vereine angetreten sind
- 2019–2022: Medaillengewinner des Vereins Future Fencing Werbach bei Deutschen Meisterschaften und Europameisterschaften